# Hotel Zum Grünen Kranz (Karibib)
Das Hotel Zum Grünen Kranz ist ein historisches Gebäude in der namibischen Kleinstadt Karibib in der Region Erongo. Es ist seit dem 15. Mai 1986 ein Nationales Denkmal Namibias.
Das Gebäude diente ab Errichtung bis 1949 als Hotel. Anschließend beherbergte es eine Bäckerei und wird aktuell (Stand April 2020) als Supermarkt genutzt.
Es bildet mit anderen historischen Gebäuden ein Bauensemble an der Hauptstraße in Karibib.